# Halfway Festival
Halfway Festival là một lễ hội âm nhạc diễn ra ở Đông Bắc Ba Lan, tại Białystok vào tuần cuối cùng của tháng 6 hàng năm. Nhà tổ chức chính của lễ hội là Podlasie Opera và Dàn nhạc giao hưởng - Trung tâm nghệ thuật châu Âu. Mùa giải đầu tiên của nó đã diễn ra vào năm 2012.

## Ý kiến
Halfway Festival là một cuộc tụ tập liên quan đến các nhạc sĩ, dân ca và nhạc sĩ alternative. " Đây không phải là lễ hội lớn nhất, hay quan trọng nhất hay tốt nhất trên thế giới, nhưng nó mang đến một bầu không khí không thể diễn tả và độc đáo cho khán giả nhiệt tình. Lễ hội là một trong những loại hình, vì nó được tạo ra bởi cả người biểu diễn và khán giả - theo phương châm của nó: Gần gũi với mọi người, gần gũi với âm nhạc. Đó là một lễ hội không có người đứng đầu - tất cả các nghệ sĩ, cùng với khán giả, chia sẻ tầm quan trọng cao nhất. "- phát biểu của ông với các nhà tổ chức. Không có quy định phức tạp, hạn chế. Tất cả đều dựa trên niềm tin và một nền văn hóa lớn của những người tham gia. Có thời gian để nói chuyện với các nghệ sĩ, để xem họ đi dạo, nghỉ ngơi hoặc lắng nghe những người biểu diễn khác trong số khán giả. Đó là lễ hội mà không ai nên vội vàng; các nghệ sĩ có thể chơi miễn là họ và người hâm mộ của họ muốn, vì không có giới hạn thời gian cho các buổi biểu diễn. Đó là lễ hội kết nối truyền thống âm nhạc của Tây và Đông Âu và Hoa Kỳ ở cùng một địa điểm.

## Địa điểm
Halfway là một lễ hội diễn ra trong một nhà hát với âm thanh tuyệt vời, độc đáo. Phong cảnh nằm rất gần, trong tầm tay của khán giả. Nhà hát có vị trí tại 
Podlasie Opera và Philharmonic - Trung tâm nghệ thuật châu Âu tại Białystok - viện nghệ thuật lớn nhất ở Đông Bắc Ba Lan và là trung tâm văn hóa hiện đại nhất ở khu vực châu Âu này.
Ở giữa các buổi hòa nhạc, có thể dành một chút thời gian trong khu vực xanh xung quanh nhà hát. Có một khu vực DJ để nhảy hoặc nghe nhạc điện tử tốt. Có quầy hàng với nhiều loại trà, bia địa phương, đồ nướng, đồ dùng lễ hội.

## Nghệ sĩ

### 2017

#### Thứ Sáu ngày 23 tháng 6
- Starsabout (PL)
- Christine Owman (SE)
- Shuma (BY)

#### Thứ bảy ngày 24 tháng 6
- Agata Karczewska (PL)
- Cate Le Bon (GB)
- Juana Molina (AR)
- TORRES (GB)
- Mạng che mặt (New Zealand / GB)

#### Chủ nhật ngày 25 tháng 6
- Coals (PL)
- East Of My Youth (IS)
- Nive & The Deer Children (GL)
- Ban nhạc Cass McCombs (Mỹ)
- Angel Olsen (Mỹ)

### 2016

#### Thứ Sáu ngày 24 tháng 6
- Byen (Ba Lan)
- Ilya (Anh)
- Tàu khu trục (Canada)

#### Thứ bảy ngày 25 tháng 6
- Coldair (Ba Lan)
- Odd Hugo (Estonia)
- Eivør Pálsdóttir (Quần đảo Faroe)
- Accolective (Israel)
- Ane Brun (Na Uy)

#### Chủ nhật ngày 26 tháng 6
- Intelligency (Bêlarut)
- Giant Sand (Mỹ)
- Mammút (Iceland)
- Julia Marcell (Ba Lan)
- Wilco (Hoa Kỳ)

### 2015

#### Thứ Sáu ngày 26 tháng 6
- Nathalie and The Loners (Ba Lan)
- .K (Bêlarut)
- Moddi (Na Uy)
- Gabriel Ríos (Bỉ)

#### Thứ bảy ngày 27 tháng 6
- JÓGA (Ba Lan)
- Garbanotas Bosistas (Litva)
- She Keeps Bees (Mỹ)
- Vök (Iceland)
- William Fitzsimmons (nhạc sĩ) (Hoa Kỳ)

#### Chủ nhật ngày 28 tháng 6
- Maggie Bjorklund (Đan Mạch)
- Sister Wood (Ba Lan / Anh)
- Oly. (Ba Lan)
- Sharon van Etten (Hoa Kỳ)
- The Antlers (ban nhạc) (Hoa Kỳ)

### 2014

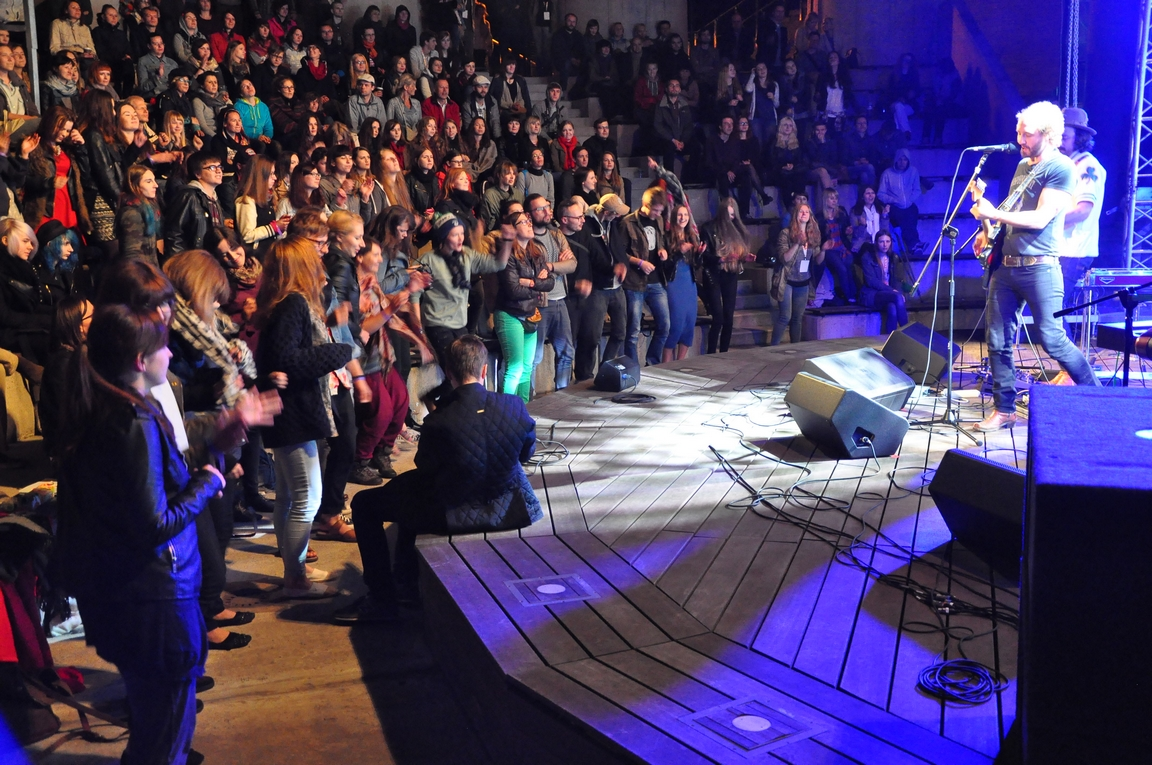
Phosphat tại Lễ hội Halfway 2014 ở Białystok

#### Thứ Sáu 27 tháng 6
- Overdriven Group (Ba Lan)
- Keegan McInroe (Hoa Kỳ)
- Phosphat (ban nhạc) (Hoa Kỳ)

#### Thứ bảy ngày 28 tháng 6
- Sonia Pisze Piosenki (Ba Lan)
- Lord & The Liar (Ba Lan)
- Fismoll (Ba Lan)
- Pascal Pinon (Đảo)
- Theodore (Hy Lạp)

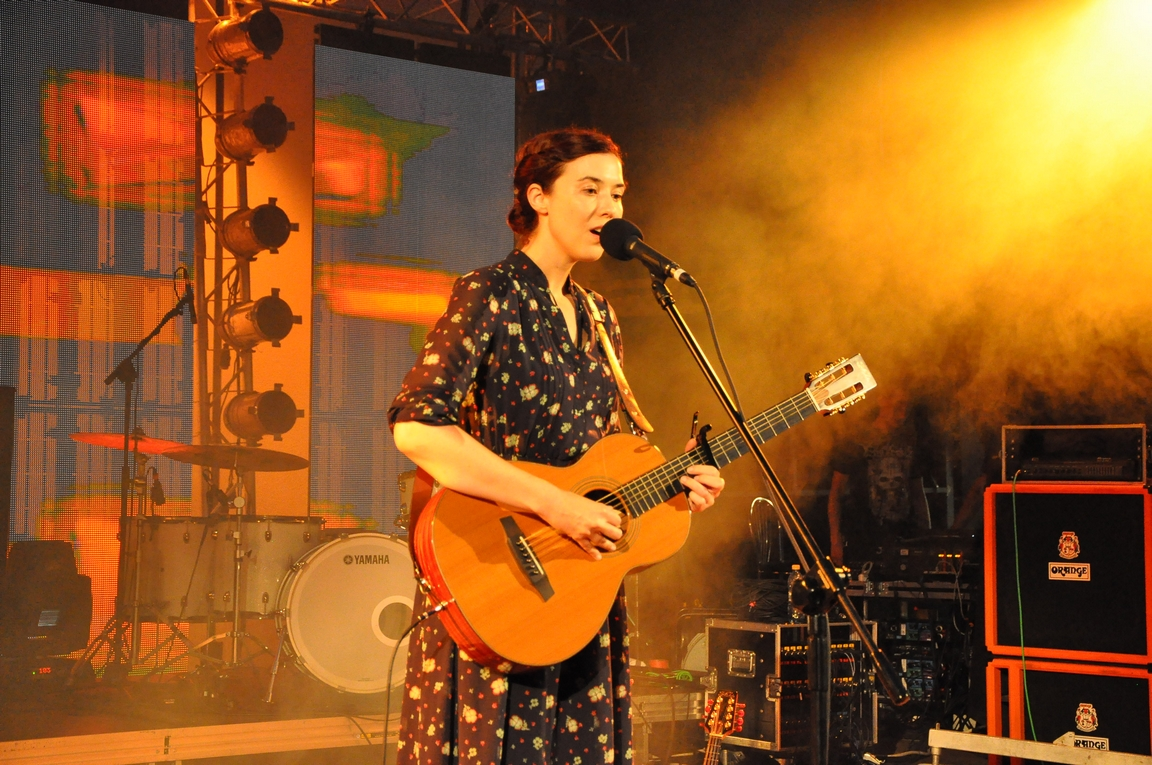
Lisa Hannigan tại Lễ hội Halfway 2014

- Viên kim cương sáng nhất của tôi (Mỹ)

#### Chủ nhật ngày 29 tháng 6
- Navi (Bêlarut)
- Daniel Spaleniak (Ba Lan)
- Hymnalaya (Đảo)
- Lisa Hannigan (Ireland)
- Ewert and The Two Dragons (Estonia)

### 2013

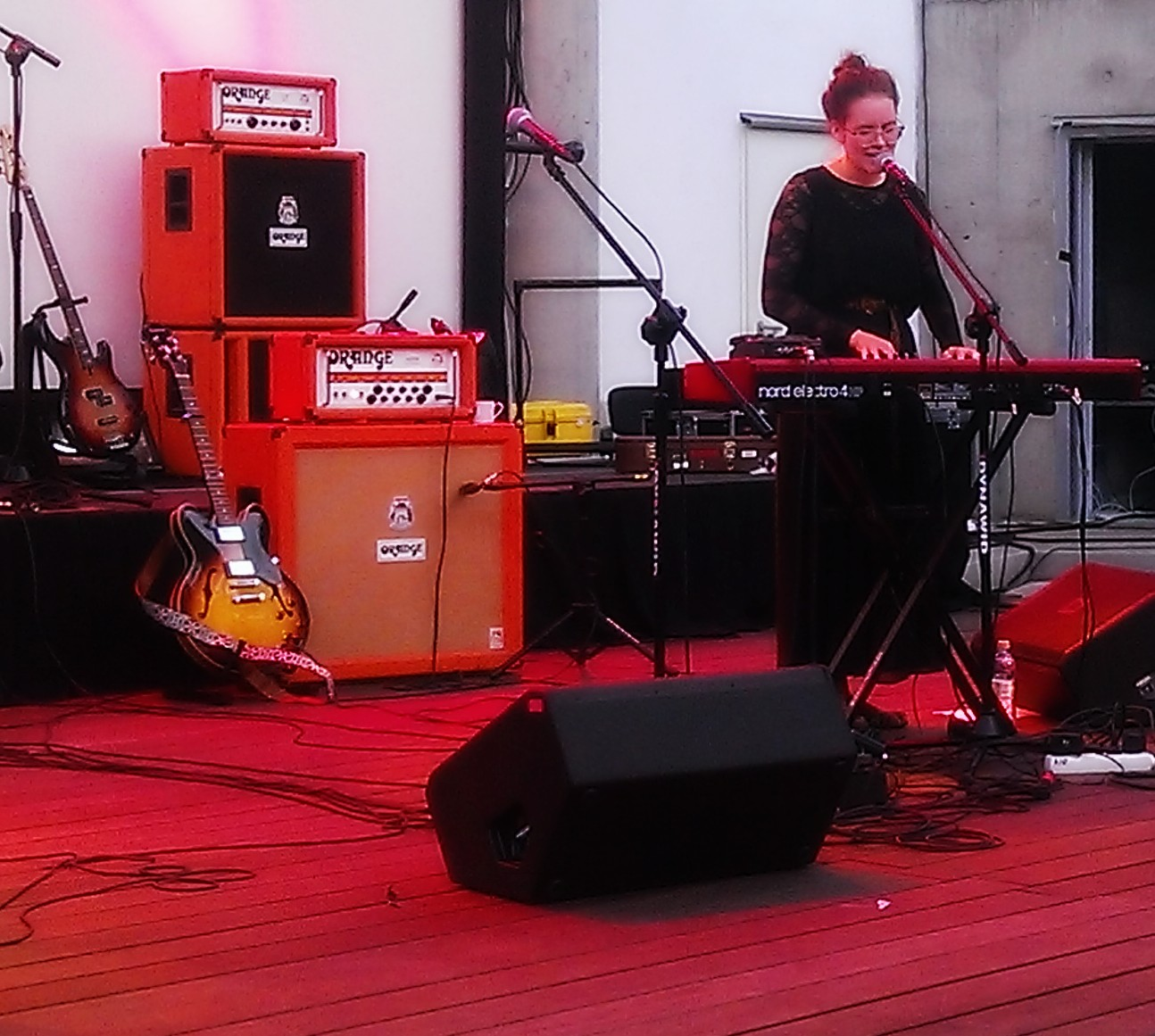
Sóley tại Lễ hội Halfway 2013

#### 28 tháng 6
- Wilhelm Jerusalem (Ba Lan)
- Anna von Hausswolff (Thụy Điển)
- Theo Byen (Đan Mạch)

#### 29 tháng 6
- Bobby the Unicorn (Ba Lan)
- HandmadE (Bêlarut)
- Sóley (Đảo)
- SoKo (Pháp)
- Sivert Høyem (Na Uy)

#### 30 tháng 6
- Markas Palubenka (Litva)
- Gin Ga (Áo)
- Domowe Melodie (Ba Lan)
- Người bản địa (Hoa Kỳ)
- Emilíana Torrini (Đảo) [3]

### 2012
- Lifemotiv (Ba Lan)
- Palina respublika (Bêlarut)
- Alina Orlova (Litva)
- Sébastien Schuller (Pháp)
- Ludzi Na Bałocie (Bêlarut)
- Lech Janerka (Ba Lan)
- Low Roar (Đảo)
- The Mountain Goát (Hoa Kỳ)
- Kapela ze Wsi Warszawa (Ba Lan)
- FolkRoll (Bêlarut)
- Re1ikt (Bêlarut)
- The Loom (Hoa Kỳ)
- Vasya Oblomov (Nga)
- Chłopcy kontra Basia (tiếng Tây Ban Nha)
- Haydamaky (Ukraine)
- Sin Fang (Đảo)
- Great Lake Swimmers (Hoa Kỳ)
- Woven Hand (Mỹ)

## Vé và lịch trình
Có hai loại vé được bày bán: vé ba ngày cho toàn bộ lễ hội và vé một ngày.
Có những nơi ở Białystok nơi những người tham gia có thể tìm phòng ở với giá thấp hơn, cũng như giảm giá tại các quán cà phê nghệ thuật, nhà hàng và quán rượu hợp tác với Halfway và nhà tổ chức của nó.
Tất cả các buổi hòa nhạc bắt đầu sớm vào buổi tối. Trước đó, có thể thưởng thức các điểm tham quan do ban tổ chức chuẩn bị, ví dụ như gặp gỡ và chào hỏi với các ban nhạc, nhà văn, huấn luyện yoga và nhiều người khác - tùy thuộc vào các phiên bản của lễ hội.

## Các nghệ sĩ nói về lễ hội
- Lisa Hannigan: "Địa điểm và khán giả đáng yêu! Nó thật sự rất đáng yêu... (...) Tôi hy vọng tôi sẽ được mời trở lại. "
- Shara Worden (My Brightest kim cương) - được hỏi tại sao cô đến châu Âu mà không có một tour du lịch châu Âu, chỉ dành cho các lễ hội - đã trả lời: "Tôi được mời (cười) Tôi đơn giản..' Tôi nghe nói lễ hội này đáng yêu như thế nào nên tôi nghĩ đó là một cơ hội tuyệt vời để cuối cùng đến Ba Lan. Tôi cũng vậy. "
- Matthew Houck (Phosphescent (ban nhạc)): "Nó rất tráng lệ ở đây! Thật tuyệt vời hơn tôi nghĩ nó có thể! "
- Theodore: Một trong những hợp đồng biểu diễn tốt nhất trong cuộc đời tôi! " [5]